# Nerocila hemirhamphusi
Nerocila hemirhamphusi là một loài chân đều trong họ Cymothoidae. Loài này được Shyamasundari, Hanumantha Rao & Jalaj Kumari miêu tả khoa học năm 1990.